# Старое Тонино
Старое Тонино — село в Спасском районе Рязанской области России. Входит в Михальское сельское поселение

## География
Деревня находится в центральной части Рязанской области, в зоне хвойно-широколиственных лесов, у реки Вокша, на расстоянии примерно 17 километров (по прямой) на северо-восток от города Спасск-Рязанский, административного центра района.

### Климат
Климат характеризуется как умеренно континентальный, с тёплым летом и умеренно холодной снежной зимой. Средняя температура воздуха самого холодного месяца (января) — −11,5 °C (абсолютный минимум — −42 °C); самого тёплого месяца (июля) — 19 °C (абсолютный максимум — 41 °C). Безморозный период длится около 140 дней. Среднегодовое количество осадков — 500 мм, из которых большая часть выпадает в тёплый период. Снежный покров держится в течение 135—145 дней.

## История
На карте 1840 года показано как поселение с 36 дворами. На карте 1850 года показана как село с 45 дворами. В 1859 году здесь (тогда сельцо Тонино (Жабино) Спасского уезда Рязанской губернии) было учтено 46 дворов, в 1897 — 83.

## Население
| 1859 | 1897 | 1906 | 2010 |
| ---- | ---- | ---- | ---- |
| 569  | ↘536 | ↗606 | ↘40  |

### Историческая численность населения
Численность населения: 569 человек (1859 год), 606 (1897)

### Национальный состав
Согласно результатам переписи 2002 года, в национальной структуре населения русские составляли 77 % из 111 чел.